# Elliste raba
Elliste raba är en mosse i Estland. Den ligger i landskapet Harjumaa, i den västra delen av landet, 50 km sydväst om huvudstaden Tallinn. Den avvattnas av Ellamaa oja.